# South Ronaldsay

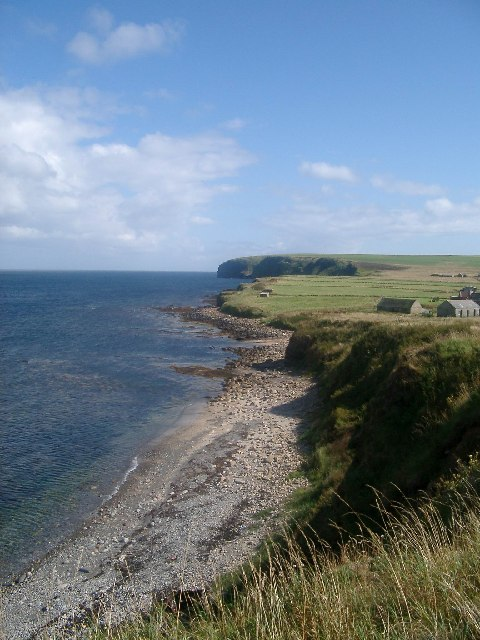
De kustlijn bij Windwick

South Ronaldsay is een eiland van 49,8 km² en maakt deel uit van de Orkney-eilanden. Het eiland is verbonden (door middel van de Churchill Barriers) met het Mainland.
Hoofdplaats van het eiland is het aan de noordkust gelegen St. Margaret's Hope. Het is de op twee na grootste plaats van de archipel.
Het eiland is ook bekend vanwege de neolithische Isbister Chambered Cairn, ook bekend als de Tomb of the Eagles.